# Желанноє (Омська область)
Желанноє (рос. Желанное) — село в Одеському районі Омської області, адміністративний центр Желанновського сільського поселення.
Населення — 1757 осіб (станом на 2010)

## Фізико-географічна характеристика
Село розташоване в степовій смузі Омської області, в межах Ішимського степу, що є частиною Західносибірської рівнини. Висота центру над рівнем моря — 124 м. Перепади висот у межах села є мінімальними. Річки та великі озера відсутні. Найближче озеро розташоване за 5 км на північний захід від села біля села Брєзіцьк. З усіх боків село оточене полями. Ґрунтовий покрив представлений чорноземами південними та чорноземами залишково-карбонатним.
Желанноє розташоване поблизу державного кордону з Республікою Казахстан за 130 км від Омська та 28 км від районного центру селища Одеське.

## Клімат
Клімат різко континентальний, зі значними перепадами температур взимку та влітку (згідно з класифікацією кліматів Кеппена — вологий континентальний клімат (Dfb)). Багаторічна норма опадів – 363 мм. Найбільша кількість опадів випадає у липні – 61 мм, найменша у березні – 13 мм. Середньорічна температура позитивна і становить +1,6 °C, середня температура найхолоднішого місяця січня -17,1 °C, найспекотнішого місяця липня +20,0 °C.

## Історія
Засноване на початку XX століття німецькими переселенцями з Причорномор'я (віруючі переважно меноніти). Село отримало назву згідно зі станицею Желанною Катеринославської губернії. До 1917 входило до складу Оріхівської волості Омського повіту Акмолінської області.
У 1913 році відкрилася школа.
З 1926 діяла сільрада.
У 1927 році відкрився клуб.
У 1932 році запрацював радіовузол.
1928 року організовано колгосп «Червоний борець», 1930 року — «Дружний стрілець», 1940 року колгосп «Пам'ять Кірова». У 1957 році на базі місцевого колгоспу утворено радгосп «Желанний».
У 1975 р. до складу села включено село Житомир.

## Населення
| 1926 | 1961  | 1979  | 2010  |
| ---- | ----- | ----- | ----- |
| 640  | ↗1989 | ↘1722 | ↗1757 |

У 1979 році німці становили 25 % населення села.